# Кобылинский, Валентин Сергеевич
Валентин Сергеевич Кобыли́нский (11 мая 1931 года, Ленинград — 4 ноября 2021 года, Москва) — советский художник-конструктор НАМИ и ВНИИТЭ, виднейший представитель промышленного дизайна 1950—1970 годов, стоявший у его истоков в СССР. Разработчик серии самосвалов: БелАЗ-540, БелАЗ-540А, БелАЗ-548, БелАЗ-549, аэродромного тягача БелАЗ-7421, крана МКШ-25.

## Биография
Родился в Ленинграде. Мать Леокадия Викентьевна Кобылинская, была полькой, родом из Варшавы. С началом Великой Отечественной войны, в середине июля 1941 года вместе с младшим братом был вывезен под Тутаев, а затем в Молотовскую область. Летом 1944 года вернулся в Ленинград. В 1946 году, после 7 класса, поступил в художественно-промышленное училище на факультет металла. 
В 1954 году окончил Ленинградское высшее художественно-промышленное училище им. В. И. Мухиной. По распределению поступил на работу в Ленинградский филиал Союзгипроторга, где главным архитектором был Владимир Аполлинарьевич Герасимов, брат известного кинорежиссёра. Проектировал столовые, кафе, магазины и другие предприятия торговли.
В 1955 году вместе с женой переехал в Москву, где устроился в НАМИ, в конструкторское бюро кузовов к Юрию Ароновичу Долматовскому. Затем стал одним из первых сотрудников Всесоюзного научно-исследовательского института технической эстетики (ВНИИТЭ) с момента его основания в 1962 году. Автор многочисленных дизайн-проектов тяжелой техники различного назначения (грузовой колесный транспорт, тягачи, тракторы, монтажные краны (10-63 тонн) и многое другое) для Белорусского, Минского и Ульяновского автозаводов, Харьковского тракторного завода, Министерства монтажных и специальных строительных работ СССР.
Важнейшим этапом в творчестве мастера стало сотрудничество с Белорусским автозаводом в Жодино, где с его участием были созданы серийные карьерные самосвалы БелАЗ-540, БелАЗ-540А, БелАЗ-548, БелАЗ-549, аэродромный тягач БелАЗ-7421. Продукция завода БелАЗ по дизайн-проектам Кобылинского в 1968 году была удостоена Государственной премии СССР в области науки и техники, а сам автор в 1971 году стал кавалером ордена «Знак Почёта».
Участвовал в создании машины НАМИ-050 «Белка» (в том числе автор поворотника машины в виде стилизованной белочки), сделал проект грузовика с классической компоновкой для МАЗа, создал эскизы внедорожника УАЗ-469 и автобуса ПАЗ-652, крана МКШ-25 и трактора Т-150.
С конца 1970-х годов Кобылинский, уволившись из ВНИИТЭ, уходит в архитектуру и вместе с женой, Ольгой Кобылинской, и инженером-конструктором В. Б. Питерским, создаёт парадное освещение в общественных зданиях. Среди самых известных работ — драматический театр в Бобруйске, Дома культуры в посёлке Решетиха (первая премия Художественного фонда РСФСР, диплом) и городе Златоусте, санаторий «Россия» в городе-курорте Белокуриха (вторая премия Художественного фонда РСФСР, диплом), кафе «Славянское» (Славянский бульвар, 43), ЗАГС Перовского района Москвы (Перовская улица, 43), помещение для почетных гостей на стадионе «Динамо» в Москве.
В 1991 году вышел на пенсию. Скончался 4 ноября 2021 года.

## Семья
Жена — Ольга Михайловна Кобылинская (Калмыкова) (1928 г.р.), художница по стеклу, член Союза художников и Московского союза художников (1963). Постоянный участник отечественных и международных выставок. Работы Ольги Кобылинской находятся в собраниях музеев России.
Дочь — Анна Милосердова, филолог, переводчик, художница в области декоративно-прикладного искусства, графики и станковой живописи, член Московского союза художников, многократный участник выставок в Дарвиновском музее, передала в дар музею свои работы.

## Внешние видеоссылки
- Семья Кобылинских // Проходили мимо. 2014. 7 мая.
- Обратный отсчёт. Дизайн по-советски: от стакана до БелАЗа // 2016. 28 мая.